# Базилянский, Лев Леонидович
Лев Леонидович Базилянский (укр. Лев Леонідович Базілянський; род. 25 июля 1937 года) — украинский государственный деятель, депутат Верховной рады Украины I созыва (1990—1994).

## Биография
Родился 25 июля 1937 года.
Окончил Ровеньковский горный техникум и Донецкий политехнический институт. Работал на шахте № 71 треста «Фрунзеуголь» электрослесарем, горным мастером, секретарём комитета ЛКСМУ. С 1970 года в шахтоуправлении «Ворошиловское», пройдя путь от начальника участка до директора шахтоуправления. С 1964 года являлся членом КПСС.
В 1990 году в ходе первых альтернативных парламентских выборов в Украинской ССР был выдвинут кандидатом в народные депутаты трудовым коллективом шахтоуправления «Ворошиловское», на момент выдвижения занимал должность председателя исполнительного комитета Ровеньковского городского Совета. 18 марта 1990 года был избран депутатом Верховной рады Украины I созыва во втором туре выборов, получив 47,98% голосов среди десяти кандидатов. Был избран от Ровеньковского избирательного округа № 61. Являлся членом комитета Верховной рады по делам ветеранов, пенсионеров, инвалидов, репрессированных, малообеспеченных и воинов-интернационалистов. Депутатские полномочия истекли 10 мая 1994 года.